# Erika Fisch
Erika Fisch po mężu Claus (ur. 29 kwietnia 1934 w Hanowerze, zm. 9 listopada 2021 tamże) – niemiecka lekkoatletka, dwukrotna medalistka mistrzostw Europy. W czasie swojej kariery reprezentowała Republikę Federalną Niemiec.
Była wszechstronną lekkoatletką. Odnosiła sukcesy w biegach sprinterskich, biegach płotkarskich i skoku w dal. Na mistrzostwach Europy w 1954 w Bernie wystąpiła w reprezentacji RFN. Zajęła 4. miejsce w skoku w dal.
Wystąpiła we wspólnej reprezentacji Niemiec na igrzyskach olimpijskich w 1956 w Melbourne zajmując 4. miejsce w finale skoku w dal. Kontuzja uniemożliwiła jej start w sztafecie 4 × 100 metrów. Na mistrzostwach Europy w 1958 w Sztokholmie zajęła 12. miejsce skoku w dal.
Zdobyła srebrny medal w sztafecie 4 × 100 metrów (w składzie: Fisch, Martha Pernsberger, Maren Collin i Jutta Heine) oraz brązowy medal w biegu na 80 metrów przez płotki (wspólnie z Marią Piątkowską) na mistrzostwach Europy w 1962 w Belgradzie.
Była mistrzynią RFN w biegu na 80 metrów przez płotki w latach 1957 i 1961–1963, wicemistrzynią w 1956 oraz brązową medalistką w 1964. W skoku w dal była mistrzynią w 1956 i 1958, a wicemistrzynią w 1953 i 1954. Była również mistrzynią w sztafecie 4 × 100 metrów w 1958, 1963 i 1964, a w pięcioboju zdobyła brązowe medale w 1960 i 1962. W hali zdobyła złoty medal mistrzostw RFN w biegu  na 60 metrów w 1955, srebrny w 1964 i brązowy w 1961. W biegu na 60 metrów przez płotki była halową mistrzynią RFN w 1968, 1961, 1962 i 1964 oraz wicemistrzynią w 1955. W skoku w dal zdobywała złote medale w hali w 1954 i 1955, a brązowy w 1959, a w sztafecie 4 × 1 okrążenie była mistrzynią w 1958 i 1962.
Erika Fisch była w składzie niemieckiej sztafety 4 × 100 metrów (biegły w niej zawodniczki z RFN i NRD: Fisch, Christa Stubnick, Gisela Köhler i Bärbel Mayer), która 30 września 1956 w Dreźnie ustanowiła rekord świata czasem 45,1 s.
Wyrównała rekord RFN w biegu na 100 metrów czasem 11,6 s (29 lipca 1956 we Frechen), dwukrotnie wyrównywała rekord w biegu na 80 metrów przez plotki czasem 10,6 s (oba razy w 1962), a raz w skoku w dal (6,21 m 29 sierpnia 1959 w Kolonii). Dwukrotnie poprawiała rekord RFN w sztafecie 4 × 100 metrów do czasu 44,6 s (16 września 1962 w Belgradzie).
Stadion lekkoatletyczny w Hanowerze został nazwany w 2009 imieniem Eriki Fisch.